# Strange Cousins From The West
Strange Cousins from the West – dziewiąty studyjny album zespołu Clutch, wydany 14 lipca 2009 roku przez Weathermaker Music. Został wyprodukowany przez J. Robbinsa, który wcześniej pracował z zespołem nad Robot Hive/Exodus. Album zadebiutował na 38 miejscu Billboard 200 i w pierwszym tygodniu sprzedał się w nakładzie 13 tys. kopii, co sprawiło, że stał się najlepiej debiutującym albumem zespołu. W metacritic album uzyskał wynik 72/100.

## Lista utworów
| 1 .  | Motherless Child         | 4:15  |
|      |                          |       |
| 2 .  | Struck Down              | 4:22  |
|      |                          |       |
| 3 .  | 50,000 Unstoppable Watts | 3:47  |
|      |                          |       |
| 4 .  | Abraham Lincoln          | 5:58  |
|      |                          |       |
| 5 .  | Minotaur                 | 4:51  |
|      |                          |       |
| 6 .  | The Amazing Kreskin      | 4:36  |
|      |                          |       |
| 7 .  | Witchdoctor              | 4:10  |
|      |                          |       |
| 8 .  | Let a Poor Man Be        | 5:30  |
|      |                          |       |
| 9 .  | Freakonomics             | 3:21  |
|      |                          |       |
| 10 . | Algo Ha Cambiado         | 4:08  |
|      |                          |       |
| 11 . | Sleestak Lightning       | 3:46  |
|      |                          |       |
|      |                          | 48:44 |
|      |                          |       |

## Udział przy tworzeniu
- Neil Fallon – wokalista, gitara elektryczna, Perkusja
- Tim Sult – gitary
- Jean Paul Gaster – bębny, perkusja
- Dan Maines – gitara basowa
- J. Robbins – miksowanie, produkcja